# Beaulieu (Nièvre)
Beaulieu – miejscowość i gmina we Francji, w regionie Burgundia-Franche-Comté, w departamencie Nièvre. W 2013 roku populacja gminy wynosiła 33 mieszkańców. 
1 stycznia 2016 roku połączono 3 wcześniejsze gminy: Beaulieu, Dompierre-sur-Héry oraz Michaugues. Siedzibą gminy została miejscowość Beaulieu, a nowa gmina przyjęła jej nazwę. 